# 1765 en arts plastiques
| Années des arts plastiques : 1762 - 1763 - 1764 - 1765 - 1766 - 1767 - 1768    |
| Décennies des arts plastiques : 1730 - 1740 - 1750 - 1760 - 1770 - 1780 - 1790 |

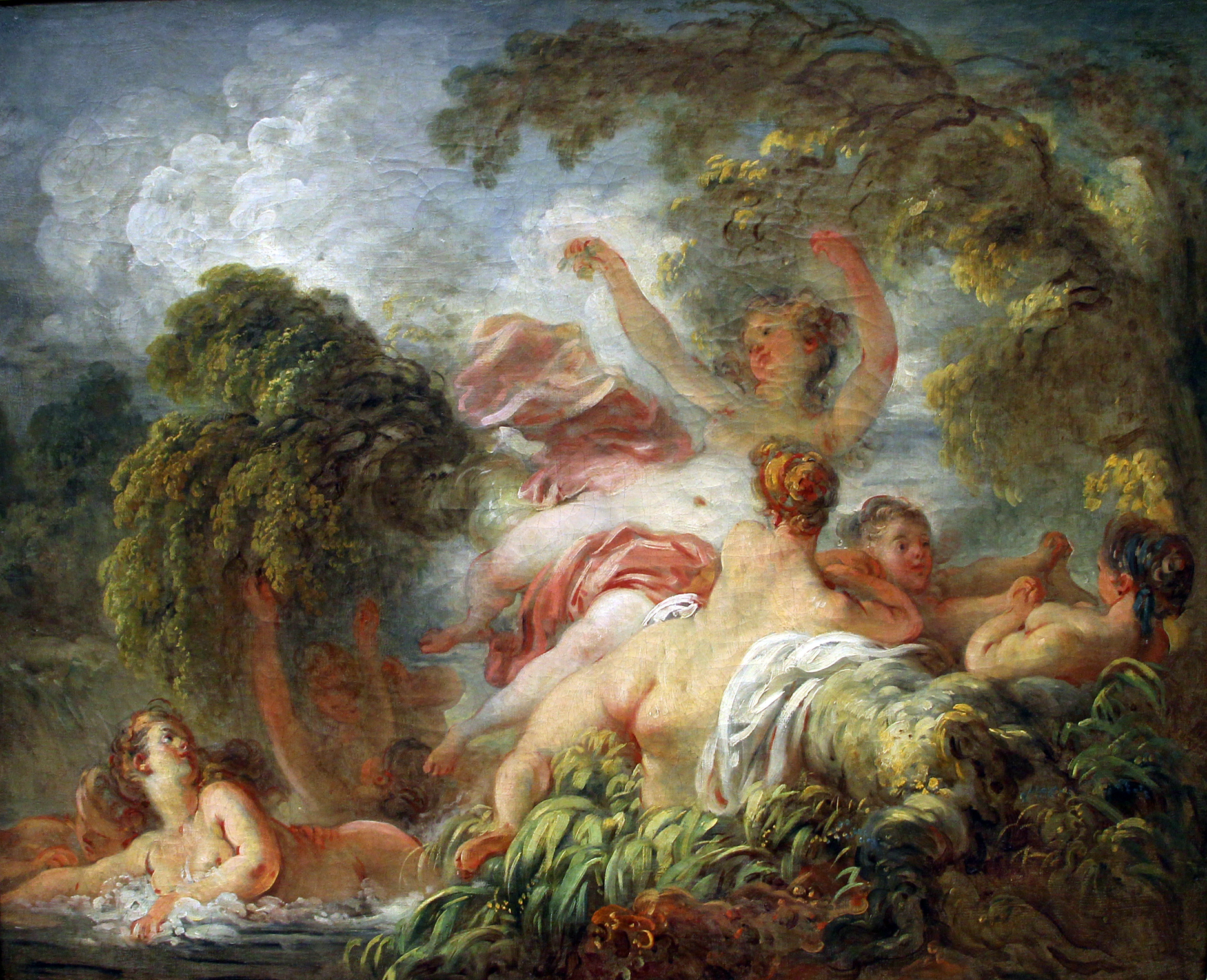
Les baigneuses, de Jean Honoré Fragonard.

Cette page concerne l'année 1765 en arts plastiques.

## Œuvres
- Les Attributs de la musique, des arts et des sciences, trois tableaux de Jean Siméon Chardin.

## Naissances
- 13 janvier : Richard Westall, dessinateur, aquarelliste, graveur et peintre britannique († 4 décembre 1836),
- 30 janvier : Conrad Westermayr, peintre allemand († 5 octobre 1834),
- 15 juin : Domenico Del Frate, peintre italien († 11 novembre 1821),
- 10 juillet : Auger Lucas, peintre français (° 1685).
- 3 septembre : Jean-Charles Tardieu, peintre français († 3 avril 1830).
- ? :
  - Pietro Bonato, peintre et graveur baroque italien  († 1820),
  - Ernst Ludwig Riepenhausen, peintre et graveur allemand († 28 janvier 1840),
  - Ludwig Rullmann, peintre, graveur et lithographe allemand († vers 1822).

## Décès
- 10 février : Jean-Baptiste Deshays de Colleville, peintre d'histoire français (° 1729).
- 2 juin : James MacArdell, graveur en manière noire irlandais (° vers 1729),
- 15 juillet : Carle Van Loo, peintre français (° 1705),
- 28 septembre : Giampietro Zanotti, peintre, poète et critique d'art italien (° 3 octobre 1674),
- 21 octobre : Giovanni Paolo Panini, peintre baroque italien (° 1691),
- 31 octobre :  Olivio Sozzi, peintre italien (° 14 octobre 1690),
- ? :
  - Corrado Giaquinto, peintre rococo italien de l'école napolitaine (° 18 février 1703).
  - Pietro Guarienti, biographe et peintre italien (° vers 1700).